# 007 다이아몬드는 영원히
《007 다이아몬드는 영원히》(Diamonds Are Forever)는 1971년에 개봉된 《007 시리즈》의 7번째 스파이 영화이다.

## 줄거리
트레이시에게 복수하기 위해 제임스 본드는 에른스트 스타브로 블로펠드를 쫓는다. 성형수술로 블로펠드의 닮은꼴들이 만들어지고 있는 시설에서, 본드는 실험 대상을 죽이고 나중에 "진짜" 블로펠드를 죽인다.
암살자 미스터 윈트와 미스터 키드가 다이아몬드 밀수 작전에 관련된 사람들을 죽이는 동안, M은 남아프리카 다이아몬드가 덤핑으로 가격을 낮추기 위해 비축되고 있다고 의심하고 본드에게 밀수 조직을 밝혀내라고 지시한다. 밀수꾼 피터 프랭스를 사칭하여 본드는 암스테르담으로 가서 연락책 티파니 케이스를 만난다. 본드는 진짜 프랭스를 죽이고, ID를 바꿔 자신의 죽음을 위장하고 프랭스의 신원을 취한다. 티파니와 본드는 프랭스의 시신 안에 다이아몬드를 밀수하여 로스앤젤레스로 간다.
공항에서 본드는 그의 CIA 연락책 펠릭스 라이터를 만나고 라스베이거스로 간다. 밀수 조직에서 운영되는 장례식장에서 프랭스의 시신이 화장되고 다이아몬드는 밀수꾼 셰이디 트리에게 넘어간다. 장례식장 운영자 모턴 슬럼버는 본드를 배신하고 윈트와 키드는 그를 산 채로 화장하려고 한다. 그러나 트리는 프랭스의 시신에 있는 다이아몬드가 본드와 CIA가 심은 가짜라는 것을 발견한 후 과정을 중단시킨다. 본드는 라이터에게 진짜 다이아몬드를 보내라고 말한다. 억만장자 윌러드 와이트 소유의 카지노 겸 호텔인 와이트 하우스에서 트리는 스탠드업 코미디언으로 일한다. 트리는 다이아몬드가 가짜였다는 것을 모르는 윈트와 키드에게 살해당한다.
크랩스 테이블에서 본드는 플렌티 오툴이라는 여성을 만나고 나중에 그녀를 자신의 방으로 데려온다. 슬럼버의 부하들이 그들을 습격하여 오툴을 창밖으로 던져 아래 수영장으로 떨어뜨린다. 본드는 티파니에게 서커스 서커스 카지노에서 다이아몬드를 회수하라고 지시한다. 티파니는 거래를 파기하고 도망쳐 다이아몬드를 다음 밀수꾼에게 넘긴다. 그러나 오툴이 자신으로 오인되어 살해당한 것을 보고 티파니는 마음을 바꾼다. 그녀는 본드를 공항으로 데려가고, 거기서 그들은 다이아몬드가 와이트의 카지노 매니저 버트 색스비에게 주어지는 것을 본다. 색스비는 나중에 다이아몬드를 가져가는 과학자와 약속을 잡는다. 과학자는 와이트 소유의 외딴 연구소로 가서 레이저 굴절 전문가가 인공위성을 만들고 있는 곳으로 간다. 본드는 연구소에 몰래 잠입한다. 그러나 붙잡힌 후 본드는 월면차를 훔쳐 탈출하고, 시설에서 싸워 나와 티파니와 재회한다. 그날 저녁 늦게 본드와 티파니는 라스베이거스에서 경찰을 피한다.
본드는 와이트와 대결하기 위해 와이트 하우스의 최상층으로 올라간다. 그는 대신 두 명의 동일한 블로펠드를 만나고, 그들은 전자 음성 합성기를 사용하여 외부 세계와 소통할 때 와이트처럼 들리게 한다. 본드는 블로펠드 중 한 명을 죽이는데, 그가 닮은꼴임이 밝혀진다. 그는 가스에 의해 기절하고 윈트와 키드에게 붙잡혀 라스베이거스 밸리로 끌려가 파이프라인에 갇혀 죽게 된다. 본드는 탈출하고, 다른 음성 합성기를 사용하여 색스비로 위장하여 블로펠드에게 전화한다. 그는 와이트의 사막 집을 찾아내 경호원들을 물리치고 와이트를 구출한다. 한편 블로펠드는 티파니를 납치한다. 와이트의 도움으로 본드는 연구소를 급습하여 블로펠드가 다이아몬드를 사용하여 이미 궤도로 발사된 레이저 위성을 만들려는 계획을 밝혀낸다. 위성으로 블로펠드는 미국, 소련, 중국의 핵무기 시설을 파괴한 후 세계 핵 지배권을 위한 국제 경매를 제안한다.
와이트는 바하칼리포르니아주 해안의 유정을 블로펠드의 작전 기지로 식별한다. 본드가 위성 제어 코드가 담긴 카세트를 바꾸려 시도했지만 실패하자 라이터와 CIA는 유정에 헬기 공격을 시작한다. 블로펠드는 소형 잠수함으로 탈출하려 한다. 본드는 잠수함 발사 크레인을 장악하고 잠수함을 철거용 쇠공으로 사용하여 위성 제어실과 기지를 파괴한다. 본드와 티파니는 여객선을 타고 영국으로 향하고, 그곳에서 윈트와 키드는 룸서비스 웨이터로 위장하여 케이크 안에 숨겨진 시한폭탄이 있는 저녁 식사를 제공한다. 그러나 본드는 그들의 위장을 간파한다. 그들은 본드를 공격하고, 본드는 키드를 불태워 그가 배 밖으로 뛰어내리게 한다. 본드는 폭탄을 든 윈트를 배 밖으로 던지고, 몇 초 후에 폭탄이 터진다. 하늘에 블로펠드의 위성이 여전히 궤도에 있는 것을 보고 티파니는 본드에게 다이아몬드를 지구로 다시 가져올 수 있는지 묻는다.

## 출연

### 주연
- 숀 코너리

### 조연
- 질 세인트 존
- 찰스 그레이
- 라나 우드
- 지미 딘
- 브루스 가보

## 기타
- 원작자: 이안 플레밍
- 협력프로듀서: 스탠리 소펠
- 조감독: 데릭 크랙넬
- 미술: 켄 애덤
- 의상: 돈 플레드
- 의상: 엘사 페넬

## 한국판 성우진 (MBC, 1999년 9월 24일)
- 유강진 - 제임스 본드 (숀 코너리)
- 강희선 - 티파니 (질 세인트 존)
- 한규희 - 블로펠드 (찰스 그레이)
- 탁원제 - M (버나드 리)
- 안지환 - 윌러드 화이트 (지미 딘)
- 이영달
- 한상혁
- 김용식
- 김태훈
- 홍승옥
- 김명수
- 이윤연
- 최원형
- 박조호
- 이철용
- 김민성
- 김용준
- 박선영
- 송준석
- 이상범
- 최수진